# Astrid Lampe
Astrid Lampe (Tilburg, 22 de diciembre de 1955) es una poeta, actriz y directora neerlandesa. Es profesora en el Departamento de Lengua e Imagen de la Academia Rietveld en Ámsterdam.

## Obras
- Lil(zucht) , 2010
- Park Slope, 2008
- Mosselman Hallo, 2006
- Middelburg, 2006
- Spuit je ralkleur, 2005
- De memen van Lara, 2002
- De sok weer aan, 2000
- Rib, 1997[1]

## Premios
- 2007 - Premio de Escritores de Artes de Brabante
- 2006 - Premio de poesía Ida Gerhardt.